# Veretillum vanderbilti
Veretillum vanderbilti är en korallart som beskrevs av David R. Boone 1938. Veretillum vanderbilti ingår i släktet Veretillum och familjen Veretillidae. Inga underarter finns listade i Catalogue of Life.